# Маркевичувна, Владислава
Владислава Маркевичувна (Маркевич) (пол. Władysława Markiewiczówna; 5 февраля 1900, Бохня, Австро-Венгрия — 17 мая 1982, Катовице, Польша) — польская пианистка и музыкальный педагог.
Училась в Краковской консерватории у Северина Айзенбергера (фортепиано), затем в 1922—1927 годах — в Берлине у Хуго фон Лайхтентритта (композиция) и Бруно Эйснера (фортепиано). С 1929 до 1973 года преподавала в Катовицкой консерватории (в 1963—1968 годах заведовала кафедрой фортепиано) — с перерывом на годы Второй мировой войны, во время которой жила в Варшаве и Кракове, проводила неофициальные концерты польской музыки на частных квартирах, читала лекции (среди её слушателей этого времени был, например, Казимеж Корд). Учеником Маркевичувны был, в частности, Анджей Ясинский. Работала Маркевич и с детьми: ряд переизданий выдержало в Польше её пособие для юных пианистов «До-ре-ми-фа-соль», созданное в 1940—1945 годах и опубликованное в Варшаве в 1946 году. Маркевичувне принадлежит также ряд фортепианных и вокальных сочинений.